# Джендуба (город)
Дженду́ба — город в Тунисе. Столица одноимённого вилайята. Расположен на северо-западе страны.

## Образование
В городе находится университет (Université de Jendouba). Кроме того есть три школы (Lycée Nouvel Ère, Lycée Khemaïs Elhajri и Lycée 9 avril).

## Известные люди
Родился французский долгожитель Рене-Феликс Рифо (1898—2007). Один из четырёх последних французских ветеранов Первой мировой войны.
- Мухаммед эн-Нафаа (1917—2007) — деятель рабочего и коммунистического движения Туниса, первый секретарь ЦК Туниской компартии.

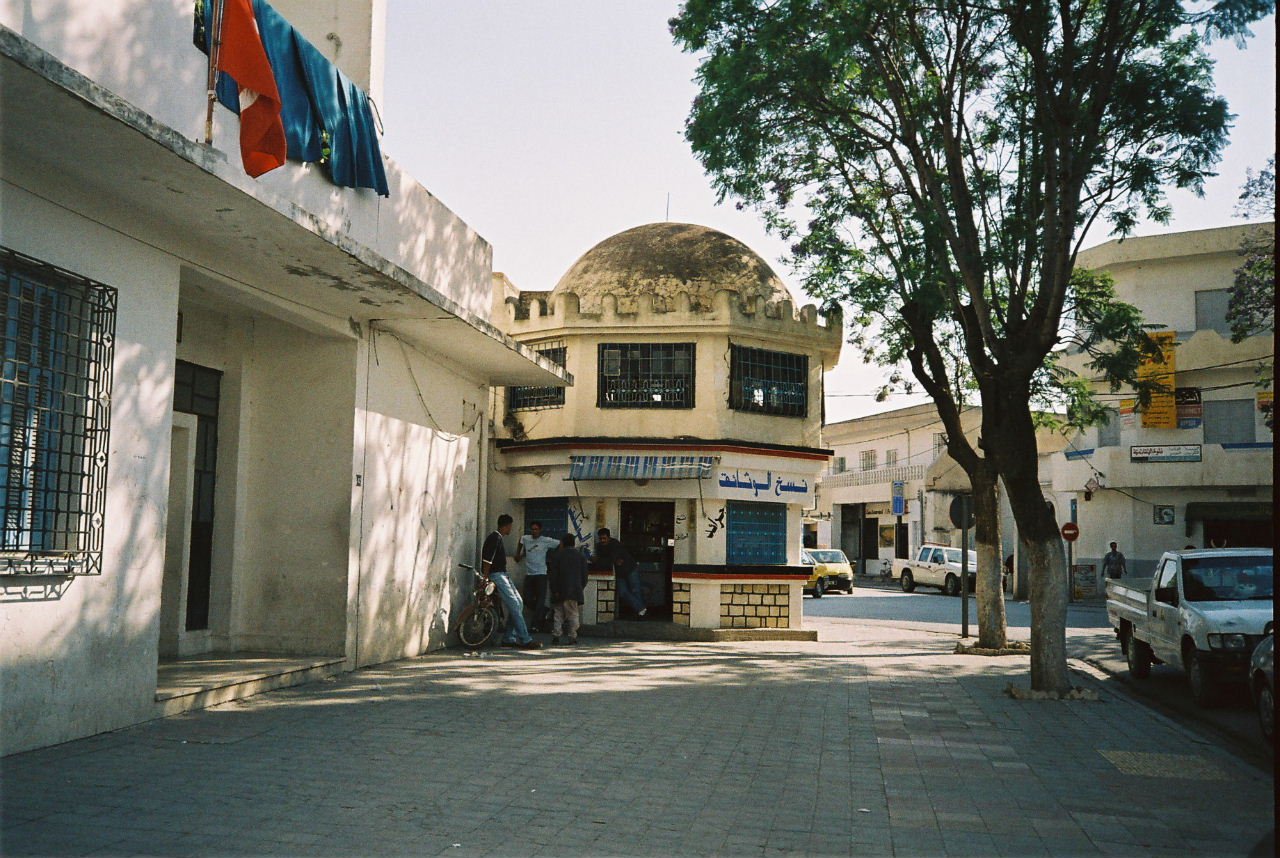